# Didier Levallet
Didier Levallet (Arcy-sur-Cure, 19 luglio 1944) è un bassista, direttore d'orchestra e compositore francese di jazz.

## Biografia
Durante la sua giovinezza impara a suonare il sax alto come autodidatta e successivamente studia il contrabbasso al conservatorio di Lille. In concomitanza con l'apprendimento musicale, si dedica anche agli studi presso la scuola superiore di giornalismo.
Nel 1969 si reca a Parigi dove suona accompagnato da Georges Arvanitas, Siegfried Kessler, Ted Curson, Steve Potts, Mal Waldron, Johnny Griffin, Kenny Clarke, Slide Hampton, Freddie Redd e Hank Mobley.
Nel 1970 fonda il quartetto Perception che, include Yochk'o Seffer, Siegfried Kessler e Jean-My Truong, assieme ai quali si esibirà anche all'estero e con cui pubblicherà diversi album.
Intraprende una collaborazione con il poeta Jacques Bertin e nel 1972 crea l'ADMI (Associazione per lo sviluppo della musica improvvisata), tramite cui pubblica numerosi album e organizza diversi concerti.
Negli Stati Uniti nel 1974, suona in concerto con Byard Lancaster. Poco dopo, fonda Confluence ossia un gruppo di percussioni a formazione rotante (il quale include artisti come Jean-Charles Capon, Denis Van Hecke, Philippe Petit, Christian Escoudé e Armand Lemal) che pubblicherà diversi album e organizzerà numerosi concerti fino alla sua dissoluzione avvenuta nel 1980.
Successivamente si dedica alla composizione e all'arrangiamento partecipando a varie formazioni come: un quintetto (Jean Querlier, André Jaume, Jeff Sicard ai sassofoni e Jean-Claude Montredon alla batteria), una grande band e nel 1978, un'orchestra di archi con batteria chiamata il Swing Strings System, composta da: Didier Lockwood (violino), Jean-Yves Rigaud (violino), Jean-Charles Capon (violoncello), Denis Van Hecke (violoncello), Christian Escoudé (chitarra), Siegfried Kessler (tastiera), Bernard Lubat (batteria), Didier Levallet (contrabbasso, arrangiamenti, regia) che, nel 1989 ha cambiato nome in Super Strings System.
Nel 1981 forma un trio di archi con Dominique Pifarély al violino e Gérard Marais alla chitarra.
A partire dal 1997 fino al 2000, Didier Levallet ricopre il ruolo di responsabile della National Jazz Orchestra per tre anni. All'interno dell'orchestra sono inclusi anche gli artisti: Ramon Lopez, Sophia Domancich e Vincent Courtois.
Dal 2001 al 2010 svolge il ruolo di direttore dell'Allan, del palcoscenico nazionale Montbelliard e dal 2008, quello di direttore artistico del festival jazz del campus di Clusinois, che sostituisce il festival Cluny creato dallo stesso Levallet nel 1977.
L'intero corso della sua carriera si caratterizza per molteplici collaborazioni insieme ad artisti di diverso genere come: Steve Lacy, Daunik Lazro, Pierre Aubert, François Couturier, Tony Coe, Chris McGregor, Gérard Buquet, Radu Malfatti, Marc Charig, Bernard Lubat, Michel Roques, Frank Lowe, Archie Shepp, Tony Oxley, Laurent Hoevaners, Manuel Denizet, Debora Seffer, Jean-Claude Asselin, Youval Micenmacher, Jacques Mahieux, Jac Berrocal e molti altri.
Parallela alla sua carriera musicale è la dedizione per l'insegnamento di musica jazz, prima presso i conservatori di Angoulême e di Montreuil e successivamente, come docente di musica nella facoltà di Poitiers.
Co-autore, insieme a Denis-Constant Martin, di un libro: America of Mingus (edizioni POL).

## Discografia
- 2012 13 Miniatures For Albert Ayler insieme a Jean-Jacques Avenel, Jacqueline Caux, Jean-Luc Cappozzo, Steve Dalachinsky, Simon Goubert, Raphaël Imbert, Sylvain Kassap, Joëlle Léandre, Urs Leimgruber, Ramon Lopez, Joe McPhee, Evan Parker, Barre Phillips, Michel Portal, Lucia Recio, Christian Rollet, John Tchicai (RogueArt)
- 2006 Songes, Silences[1] (Sans Bruit°)
- 2003 Swing Strings System Eurydice (Evidence (casa discografica), Frémeaux & Associés)
- 2002 Swing Strings System (Evidence, Frémeaux & Associés)
- 2002 BIB insieme a Günter Sommer e Sylvain Kassap
- 2001 Ornette For Ever con Yochk'o Seffer, Tony Marsh, Debora Seffer et Ornette Coleman
- 2001 Contes Jazz Et Zizanie con Muriel Bloch (Enfance Et Musique)
- 2000 Deep Feelings con Orchestre national de jazz e Jeanne Lee (Evidence, Frémeaux & Associés)
- 1999 Sequences con ONJ (Evidence, Frémeaux & Associés)
- 1998 ONJ Express con ONJ e Daunik Lazro (Evidence, Frémeaux & Associés)
- 1994 Outlaws In Jazz insieme a Daunik Lazro, Jac Berrocal, Denis Charles (Bleu Regard)
- 1993 Images Of Clarity Beckett, Marsh (Evidence, Frémeaux & Associés)
- 1990 Super Strings System - Paris . Suite (Evidence, Frémeaux & Associés)
- 1990 Cordes Sur Ciel Günter "Baby" con Sommer e Sylvain Kassap (European Music Productions, Sud-Ouest Label)
- 1986 Eowyn con Gérard Marais e Dominique Pifarely (Label Bleu)
- 1986 Quiet Days...[2] Quintett (Evidence, Frémeaux & Associés)
- 1984 Soleil Noir Yves con Hasselmann e Jean Querlier
- 1981 Instants Chavirés con Gérard Marais e Dominique Pifarely (Open)
- 1978 Bertin insieme a Jacques Bertin e Siegfried Kessler (Le Chant Du Monde)
- 1975 Compositions Spontanées Pour Contrebasse Et Percussions con Yves Herwan (Ad Lib)

## Onorificenze
- Ordine delle arti e delle lettere
- Cavaliere dell'Ordine al merito nazionale